# Ainvelle (Haute-Saône)
Ainvelle é uma comuna francesa na região administrativa de Borgonha-Franco-Condado, no departamento de Alto Sona. Estende-se por uma área de 6,75 km². Em 2010 a comuna tinha 150 habitantes (densidade: 22,2 hab./km²).